# DMM TV
DMM TV（ディーエムエム ティーヴィー）は、合同会社DMM.comが運営する定額制動画配信サービスである。

## 概要
DMMでは2004年から定額動画配信サービスを実施していたが、2022年12月1日に従来の「DMM動画」を全面リニューアルする形で新たに「DMM TV」をスタートさせた。開始当日より、お笑い芸人の春日俊彰（オードリー）と声優の雨宮天、女優の髙橋ひかる（発表記者会見ではビデオ出演）が公式アンバサダーに就任している。
月額550円（税込）のサブスクリプションサービス「DMMプレミアム」への加入により有料動画が見放題になる。その後、pixivやDAZN、Disney+と提携した上でそれぞれのサービスとのバンドル・セットプラン提供も発表している。DMM TVへの移行直前のDMM動画は「見放題ch. ライト」プランの有料会員数が約20万人で、全会員が「DMMプレミアム」へ引き継がれたがDMM TVスタート時点での目標は「2年間で200万人」とされ、プレスリリースでは2023年8月時点で100万人を突破したとしている。
DMM TVスタート以前のDMM動画で購入した作品はDMM TVで引き続き取り扱う場合は履歴が引き継がれるが、一部の配信終了作品は購入額に応じてDMMポイントの補償を実施する。
なお、DMMでは1998年よりFANZAの源流となった成人向け動画配信サービスを「DMM-TV」、2008年から2010年までSTB方式の動画配信サービスを「DMM.TV」と、本サービスに類似した名称で提供していたことがある。

## 特徴
ラインナップはスタート時点でアニメが約4600タイトルを取り揃えているのを始め、2.5次元舞台作品やドラマ、バラエティなど約12万本。特にアニメのラインナップを重視し、新作アニメは「他社の独占配信を除いてカバー率100％を追求した」としている。
オリジナルコンテンツとして声優出演のバラエティ番組を配信する他、新たにライブストリーミング形式の無料上映会「DMM TVスペシャル」を毎日実施する。
2024年7月から次世代動画圧縮コーデックであるAV1での配信を一部機器を対象に開始した。日本国内の動画配信事業者としてのAV1での動画配信は業界初としている。

### DMMブックスとの連動
iOS/Android用のアプリでは、画面下のメニューから別アプリへの切り替え無しで電子書籍サービス「DMMブックス」を呼び出せるようになっており、動画検索でもアニメ作品の原作や関連作品となる漫画やライトノベルが表示されるようになっている。

### FANZA TV
アダルトビデオを始めとする18歳未満視聴禁止の動画配信はDMM TVと同日に「FANZA TV」のブランド名で株式会社デジタルコマースが提供を開始しており、DMMプレミアム会員は追加料金無しで見放題の対象となる。

## 動作環境
PC、スマートフォン、タブレットでの視聴はブラウザ経由で可能。iPhoneおよびiPad、Android端末やAndroid TV、Amazon Fire TV（第2世代モデル以降）、Amazon Fire TV Stick、PlayStation 4/PS VR、PlayStation 5/PS VR2での視聴は専用アプリのインストールが推奨されている。
VR動画の視聴環境はDMM TVのヘルプを参照。

## オリジナル・独占配信番組
DMM TVのオリジナル、独占配信番組。

### アニメ
2022年
- LUPIN ZERO - 制作：テレコム・アニメーションフィルム

2023年
- スペアイ SPACE IDOL - 制作：KENJISTUDIO、REGARO

2024年
- GREAT PRETENDER razbliuto - 制作：WIT STUDIO

### オリジナルドラマ
2023年
- ケンシロウによろしく
- EVOL
- ナナシ-第七特別死因処理課-
- アカイリンゴ - 朝日放送テレビと共同制作、独占配信
- サブスク彼女 - 朝日放送テレビと共同制作、独占配信
- 横道ドラゴン
- ウイングマン - テレビ東京・東映ビデオと共同制作、独占配信
- 幸せカナコの殺し屋生活

### バラエティ番組
2022年
- ウチコマ（2022年12月8日 - ）

出演：内田理央、生駒里奈
- 自称声優（2022年12月17日 - ）

出演：杉田智和、岡本信彦
- Incidents" インシデンツ（2022年12月23日 - 2023年1月13日）

企画・プロデュース：佐久間宣行
出演：さらば青春の光（森田哲矢・東ブクロ）、ヒコロヒー、伊藤健太郎、他
- 下下紘輝（2022年12月24日 - ）

出演：下野紘、山下大輝
2023年
- 大脱出（2023年2月22日 -）

プロデュース：藤井健太郎
出演：バカリズム、バイきんぐ、クロちゃん（安田大サーカス）、トム・ブラウン、みなみかわ、お見送り芸人しんいち、岡野陽一、高野正成（きしたかの）
- 全惑星★激あまやかしバラエティ「箱入りミュータント」（2023年2月24日 -）

出演：本田礼生、長妻怜央、石川凌雅、松田昇大、寺山武志
- にじさんじ人気VTuber大集結！THE遊び王決定戦（2023年06月23日 - 07月07日）　- ANYCOLORと共同制作

出演：月ノ美兎、剣持刀也、椎名唯華、花畑チャイカ、神田笑一、魔使マオ、不破湊、長尾景、西園チグサ、レオス・ヴィンセント、天ヶ瀬むゆ、夢追翔、リゼ・ヘルエスタ
2024年
- 大脱出2（2024年4月24日 -）

プロデュース：藤井健太郎
出演：バカリズム、小峠英二（バイきんぐ）、クロちゃん（安田大サーカス）、さらば青春の光、みなみかわ、高野正成（きしたかの）、お見送り芸人しんいち、井口浩之（ウエストランド）、みちお（トム・ブラウン）、酒井貴士（ザ・マミィ）
- Incidents"2 インシデンツ2（2024年1月19日-2月9日）

企画・プロデュース:佐久間宣行、出演:Incidents" インシデンツのメインキャスト+加藤浩次、みなみかわ
- にじさんじ人気VTuber大集結！THE遊び王決定戦 Season2（2024年11月12日 - 12月03日）　- ANYCOLORと共同制作

出演：伏見ガク、笹木咲、シスター・クレア、舞元啓介、加賀美ハヤト、星川サラ、ましろ爻、海妹四葉、壱百満天原サロメ、石神のぞみ、剣持刀也、夢追翔、リゼ・ヘルエスタ
FANZA TV
- カチコチTV（FANZA見放題chライトから継続）

出演：小宮浩信（三四郎）、森田哲矢（さらば青春の光）
- 東京スキャンダルクラブ（2024年3月20日 -）

出演：みなみかわ